# 平浩二 (歌手)
平 浩二（たいら こうじ、1949年1月23日 - ）は長崎県佐世保市出身の歌手である。本名：平 頼敏（たいら よりとし）。所属事務所はナインプランニング。4歳下の弟は、『おかあさんといっしょ』の3代目うたのおにいさんを務めたアニメソング歌手のたいらいさお。

## 経歴
- 佐世保市立花園中学校（現・佐世保市立祇園中学校）、長崎県立佐世保工業高等学校卒業[3]。大阪の船井電機に就職したが5ヶ月勤めた後、1967年に歌手を目指し上京。
- 1969年、テイチクレコードから『なぜ泣かす』でデビュー[3]（1970年発売の『博多ブルース』をデビュー曲とする場合もある[1]）。
- 1970年、『女の意地』（西田佐知子のカバー）が自身初のヒット[4]。
- 1972年、『バス・ストップ』（作詞：千家和也 作曲：葵まさひこ）がヒット[4]。オリコン最高11位。翌年には「夜明け前」、「名前は暁子」、「冬の駅」などがヒット[1]。
- 1978年、ワーナーミュージック・ジャパンへ移籍。
- 1982年、『バス・ストップ』が明治チョコレートのCMソングに採用され再発売。
- 1994年、ワコール「グッドアップブラ」CMソング『よせてあげて』発売。
- 2000年、芸能生活30周年を記念し初舞台「恋ひとひら」に出演。
- 2005年、フリーボードへ移籍。
- 2015年、佐世保市としては初の取り組みとして、初代 佐世保観光名誉大使の委嘱を受ける[5][6]。
- 2017年、株式会社ナインプランニングへ事務所移籍。
- 2021年4月5日、山口県でのコンサートのトーク中に頭痛を訴えて病院に救急搬送され、翌朝くも膜下出血の緊急手術を受けた[7]。順調に回復し[8]、5月17日にコンサート「夢スター『春・秋』」でステージ復帰を果たした[9]。

## エピソード

### 子供時代
造船関係の仕事をする父、母、6人きょうだい（3人の姉、弟と妹がいる）の8人家族で育った。幼い頃は市営住宅で暮らしており、中学生の頃に一家で高台の一戸建てに引っ越した。3人の姉たちが当時芸能界で人気の御三家（橋幸夫、舟木一夫、西郷輝彦）に夢中だったことが影響し、子供の頃から音楽に興味を持った。小学校高学年になると将来の夢として歌手に憧れるようになり、長崎放送の童謡番組に予選を勝ち抜いて出演したこともある。
中学入学後に吹奏楽部に所属して打楽器を担当。高校進学後も吹奏楽部に入部したが、部員が10人しかおらず音楽の先生がいなかったため、指揮者もこなした。同時期に地元の柔道場に通い、2年足らずで黒帯をもらった。

### 下積み時代
高校卒業後、大阪で就職して寮生活を始めたが、ギターが得意な寮仲間の弾き語りを聴いて歌手への夢が再燃。父に歌手になることを相談すると作曲家・安藤実親とのツテがあったことから、父子で東京に訪れて弟子入りを頼んでくれたという。18歳の9月に会社を辞めて上京して安藤の内弟子となり、新宿にあった彼の家に住み込んで身の回りの世話をした。しかし半年後に安藤の許可を得て外弟子になり、新大久保のアパートに転居。
ほどなくしてキャバレーに出ているハワイアンバンドのボーカル見習いとなり、たまにステージで歌わせてもらったのが初仕事となった。給料を貯めて買ったギターで必死にコードを覚えた後、銀座の大きなクラブのバンドボーイに転身。以降、休憩時間に近くのキャバレーや小さなクラブでギターの弾き語りをしてキャリアを積んだ。その内、歌手活動を支援してくれる人物が現れ、活動拠点となるナイトクラブを開店してもらえることになったのを機に、杉並区のアパートに引っ越した。

### 歌手デビュー後
『なぜ泣かす』でデビューした頃、西田佐知子の『女の意地』を好んで弾き語りしていた。すると、日本音楽出版のプロデューサー・村上司にファルセットを用いた歌い方を高く評価された。村上の勧めで、1970年に西田と競作という形で同曲のレコードを発売して35万枚のヒットとなった。
その後1972年に『バス・ストップ』の大ヒットにより収入が増えたため、佐世保から親きょうだいを東京に呼び寄せ、杉並区の同じアパートにもう一部屋借りて暮らすようになった。翌年、葛飾区新小岩にスナック「バス・ストップ」を開店し、以後姉に経営を任せ、本人もスケジュールを縫って時々店で歌を披露した(2018年に閉店)。
デビューから20年が経った頃は、『よせてあげて』(ワコールのCMソング)などヒットもあり、キャバレーの仕事も入り続けて忙しかった。2010年、4歳下の弟で歌手・たいらいさおと、故郷の佐世保で「兄弟コンサート」を開催した。

### 妻との生活など
21歳頃、ラジオから流れる『女の意地』を聞いた中学3年生の少女が、平の大ファンとなった。後日平が営業で訪れた常磐ハワイアンセンターの楽屋に、その少女が母親と共に会いに来て初対面。交流を経て1980年に結婚し、その後子供ができたタイミングで世田谷区若林の賃貸マンションに引っ越した。
その後、妻が見つけてきた府中市の築2年の中古の一軒家を購入して暮らし始め、2000年代前半に3階建てに建て替えた。子どもたちの独立後は夫婦と義母の3人で暮らしている。また、後年には平のために「愛する君にありがとう」などの楽曲を妻が作詞・作曲している。

## その他
趣味は、ゴルフ、映画鑑賞。特技は柔道初段。
笑うと前歯が出るため、デビュー当時のニックネームは「ビーバー」だった。また、中学で吹奏楽部に入部した当初トランペットを希望したが、顧問から「お前は前歯が出てるからダメだ。シンバルをやれ」と言われたことから、打楽器をやることになった。
既婚、息子と娘がいる。
前川清とは小・中学校の同級生。
2015年5月に発売された「ぬくもり」の歌詞が、Mr.Childrenの「抱きしめたい」（1992年12月発売）酷似していることが12月に指摘される騒動に巻き込まれた。作詞には関わっていないが、所属レコード会社の徳間ジャパンコミュニケーションズの公式サイトを通じ、歌い手として謝罪した。

## ディスコグラフィ

### シングル
- レーベル
  - 1〜18：テイチク（1969年〜1976年）
  - 19〜29：ワーナー・パイオニア（1978年〜1994年）
  - 30〜33：フリーボード（2006年〜2012年）
  - 34・35：徳間ジャパン（2015年〜2016年）
  - 36以降：夢レコード（2018年〜）
- 「TAKAKO」は、平の妻・高子淑江のペンネーム[11]。

| #  | 発売日          | 曲順 | タイトル                              | 作詞         | 作曲         | 編曲         | 規格品番   |
| -- | --------------- | ---- | ------------------------------------- | ------------ | ------------ | ------------ | ---------- |
| 1  | 1969年 11月     | A面  | なぜ泣かす                            | 池田充男     | 野崎真一     | 山倉たかし   | SN-842     |
| 1  | 1969年 11月     | B面  | あなたがほしい                        | 池田充男     | 野崎真一     | 山倉たかし   | SN-842     |
| 2  | 1970年 3月      | A面  | 博多ブルース                          | あべさとし   | あべさとし   | 大原繁仁     | SN-932     |
| 2  | 1970年 3月      | B面  | 想い出の長崎                          | 高原としお   | 八坂邦生     | 田辺信一     | SN-932     |
| 3  | 1970年 10月5日  | A面  | 女の意地                              | 鈴木道明     | 鈴木道明     | 有明春樹     | SN-1032    |
| 3  | 1970年 10月5日  | B面  | なやばしの夜                          | 吉田央       | 坂紘         | 田辺信一     | SN-1032    |
| 4  | 1971年 3月      | A面  | おんなは女                            | 山口洋子     | 筒美京平     | 筒美京平     | SN-1082    |
| 4  | 1971年 3月      | B面  | いいわけ                              | 山口洋子     | 猪俣公章     | 有明春樹     | SN-1082    |
| 5  | 1971年 9月      | A面  | その名はふるさと                      | ちあき哲也   | 筒美京平     | 筒美京平     | SN-1172    |
| 5  | 1971年 9月      | B面  | それでも愛する                        | ちあき哲也   | 筒美京平     | 筒美京平     | SN-1172    |
| 6  | 1972年 2月      | A面  | いつか男は去って行く                  | なかにし礼   | 筒美京平     | 高田弘       | SN-1219    |
| 6  | 1972年 2月      | B面  | 行きずりの女                          | なかにし礼   | 筒美京平     | 高田弘       | SN-1219    |
| 7  | 1972年 9月1日   | A面  | バス・ストップ                        | 千家和也     | 葵まさひこ   | 葵まさひこ   | SN-1270    |
| 7  | 1972年 9月1日   | B面  | 涙になるばかり                        | 有馬三恵子   | 曽根幸明     | 曽根幸明     | SN-1270    |
| 8  | 1973年 2月      | A面  | 夜明け前                              | 千家和也     | 葵まさひこ   | 葵まさひこ   | SN-1291    |
| 8  | 1973年 2月      | B面  | 別れ芝居                              | 千家和也     | 葵まさひこ   | 葵まさひこ   | SN-1291    |
| 9  | 1973年 6月      | A面  | 名前は暁子                            | 千家和也     | 葵まさひこ   | 葵まさひこ   | SN-1316    |
| 9  | 1973年 6月      | B面  | ひとり歩き                            | 千家和也     | 葵まさひこ   | 葵まさひこ   | SN-1316    |
| 10 | 1973年 10月     | A面  | 冬の駅                                | 千家和也     | 葵まさひこ   | 葵まさひこ   | SN-1338    |
| 10 | 1973年 10月     | B面  | 泣くだけ泣かせて                      | 千家和也     | 葵まさひこ   | 葵まさひこ   | SN-1338    |
| 11 | 1974年 6月      | A面  | 夢物語                                | 千家和也     | 葵まさひこ   | 葵まさひこ   | SN-1403    |
| 11 | 1974年 6月      | B面  | みれん                                | 千家和也     | 葵まさひこ   | 葵まさひこ   | SN-1403    |
| 12 | 1975年 1月      | A面  | 涙ごころ                              | 千家和也     | 葵まさひこ   | 葵まさひこ   | SN-1429    |
| 12 | 1975年 1月      | B面  | 私の好きなひと                        | 千家和也     | 葵まさひこ   | 葵まさひこ   | SN-1429    |
| 13 | 1975年 5月      | A面  | 陽のあたる場所                        | 有馬三恵子   | 中村泰士     | 竜崎孝路     | SN-1450    |
| 13 | 1975年 5月      | B面  | 愛した仲                              | 有馬三恵子   | 中村泰士     | 竜崎孝路     | SN-1450    |
| 14 | 1975年 8月      | A面  | さびた鍵                              | 吉田旺       | 中村泰士     | 竜崎孝路     | SN-1468    |
| 14 | 1975年 8月      | B面  | すねたあなた                          | サン桂子     | 中村泰士     | あかのたちお | SN-1468    |
| 15 | 1975年 11月     | A面  | おもいでの花                          | 川上志摩子   | 坂元政則     | 小谷充       | SN-1487    |
| 15 | 1975年 11月     | B面  | 散りゆく花にひと言を                  | 荻原秀夫     | 坂元政則     | 小谷充       | SN-1487    |
| 16 | 1976年 3月      | A面  | 別れの伝言                            | 有馬三恵子   | 葵まさひこ   | 葵まさひこ   | SN-1504    |
| 16 | 1976年 3月      | B面  | 愚かにも                              | 有馬三恵子   | 葵まさひこ   | 葵まさひこ   | SN-1504    |
| 17 | 1976年 9月      | A面  | 愛のあかし                            | 鳥井実       | 浜圭介       | 小笠原寛     | RS-19      |
| 17 | 1976年 9月      | B面  | おんな橋                              | 鳥井実       | 浜圭介       | 小谷充       | RS-19      |
| 18 | 1976年 11月     | A面  | あなたの命                            | 池田充男     | 野崎真一     | 伊藤雪彦     | RS-38      |
| 18 | 1976年 11月     | B面  | わかれ恋                              | 池田充男     | 野崎真一     | 伊藤雪彦     | RS-38      |
| 19 | 1978年 1月25日  | A面  | 女の指                                | 山口洋子     | 森田公一     | 竜崎孝路     | L-193R     |
| 19 | 1978年 1月25日  | B面  | テール・ランプ                        | 山口洋子     | 竜崎孝路     | 竜崎孝路     | L-193R     |
| 20 | 1979年 7月25日  | A面  | 約束ということ                        | 小椋佳       | 小椋佳       | 萩田光雄     | L-295R     |
| 20 | 1979年 7月25日  | B面  | 無人列車                              | 小椋佳       | 小椋佳       | 萩田光雄     | L-295R     |
| 21 | 1980年 9月25日  | A面  | 涙は心の雨                            | いではく     | 遠藤実       | 京建輔       | L-367R     |
| 21 | 1980年 9月25日  | B面  | 背中あわせ                            | いではく     | 遠藤実       | 京建輔       | L-367R     |
| 22 | 1982年 6月25日  | A面  | 東京の灯                              | 市場馨       | 三島大輔     | 斉藤恒夫     | L-1596     |
| 22 | 1982年 6月25日  | B面  | 夢のつづき                            | 市場馨       | 三島大輔     | 斉藤恒夫     | L-1596     |
| 23 | 1982年 10月1日  | A面  | バス・ストップ                        | 千家和也     | 葵まさひこ   | 葵まさひこ   | L-1613     |
| 23 | 1982年 10月1日  | B面  | 夢物語                                | 千家和也     | 葵まさひこ   | 葵まさひこ   | L-1613     |
| 24 | 1983年 8月24日  | A面  | 暗い港のブルース                      | なかにし礼   | 早川博二     | 竜崎孝路     | L-1636     |
| 24 | 1983年 8月24日  | B面  | 落葉のセレナーデ                      | 實川翔       | 風鳥仙楽     | 竜崎孝路     | L-1636     |
| 25 | 1985年 5月25日  | A面  | 愛人                                  | 荒木とよひさ | 三木たかし   | 竜崎孝路     | L-1708     |
| 25 | 1985年 5月25日  | B面  | 不忍ブルース                          | 梶健吾       | 人見光由     | 薗広昭       | L-1708     |
| 26 | 1987年 9月25日  | A面  | 余韻                                  | 梅宮蕾       | 斉藤文博     | 高田弘       | L-1795     |
| 26 | 1987年 9月25日  | B面  | バラードがしみる夜                    | 佐藤三樹夫   | TAI          | 高田弘       | L-1795     |
| 27 | 1989年 11月28日 | 01   | 鬼の棲み家                            | 吉岡治       | 市川昭介     | 丸山雅仁     | 10L3-4123  |
| 27 | 1989年 11月28日 | 02   | ともし灯                              | 坂口照幸     | 市川昭介     | 丸山雅仁     | 10L3-4123  |
| 28 | 1991年 11月10日 | 01   | 雨のベイサイド                        | やしろよう   | TAI          | 高田弘       | WPDL-1521  |
| 28 | 1991年 11月10日 | 02   | 選択                                  | 冬杜花代子   | 岩城一生     | 高田弘       | WPDL-1521  |
| 29 | 1994年 4月25日  | 01   | よせてあげて                          | 高杉碧       | 富田伊知郎   | 飛澤宏元     | WPD6-9001  |
| 29 | 1994年 4月25日  | 02   | バス・ストップ                        | 千家和也     | 葵まさひこ   | 葵まさひこ   | WPD6-9001  |
| 30 | 2006年 10月25日 | 01   | 島の女                                | 永井龍雲     | 永井龍雲     | 神保正明     | FBCM-51    |
| 30 | 2006年 10月25日 | 02   | 酔々々                                | 逢坂俊季     | 朝月廣臣     | 近田博子     | FBCM-51    |
| 31 | 2008年 12月10日 | 01   | 人生ありがとう                        | 松井由利夫   | 四方章人     | 石倉重信     | FBCM-80    |
| 31 | 2008年 12月10日 | 02   | 秘密                                  | 鳥井実       | 水島正和     | 石倉重信     | FBCM-80    |
| 32 | 2010年 12月8日  | 01   | 蝉しぐれ                              | 峰崎林二郎   | 花岡優平     | 中村力哉     | FBCM-117   |
| 32 | 2010年 12月8日  | 02   | 微笑みの再会 〜アコースティックVer.〜 | 山崎ハコ     | 山崎ハコ     | 中村力哉     | FBCM-117   |
| 33 | 2012年 12月12日 | 01   | わたしゃ百歳まで恋をする              | 松浦エミ     | たつみあきら | 塚田満穂     | FBCM-155   |
| 33 | 2012年 12月12日 | 02   | 想い出…                               | 松浦エミ     | たつみあきら | 塚田満穂     | FBCM-155   |
| 34 | 2015年 5月13日  | 01   | 愛・佐世保                            | 平浩二       | 平浩二       | 猪股義周     | TKCA-90689 |
| 34 | 2015年 5月13日  | 02   | ぬくもり                              | 沢久美       | 西つよし     | 猪股義周     | TKCA-90689 |
| 35 | 2016年 11月30日 | 01   | 九十九島                              | 平浩二       | 平浩二       | 猪股義周     | TKCA-90860 |
| 35 | 2016年 11月30日 | 02   | 愛・佐世保 (ニューバージョン)         | 平浩二       | 平浩二       | 猪股義周     | TKCA-90860 |
| 36 | 2018年 3月28日  | 01   | 最終便                                | TAKAKO       | TAKAKO       | 矢野立美     | YZYM-15067 |
| 36 | 2018年 3月28日  | 02   | あなたへ                              | 平浩二       | 平浩二       | 矢野立美     | YZYM-15067 |
| 37 | 2022年 12月14日 | 01   | 愛する君にありがとう                  | TAKAKO       | TAKAKO       | 吉川さくら   | YZYM-15107 |
| 37 | 2022年 12月14日 | 02   | ジェラシー                            | TAKAKO       | TAKAKO       | 吉川さくら   | YZYM-15107 |

#### デュエット・シングル
| 発売日         | デュエット | 曲順 | タイトル                      | 作詞       | 作曲         | 編曲     | 規格品番   |
| -------------- | ---------- | ---- | ----------------------------- | ---------- | ------------ | -------- | ---------- |
| 1990年 8月25日 | 小川エレナ | 01   | DUO LAMBADA                   | 石坂まさを | 美波有       | 高田弘   | WPDL-1510  |
| 1990年 8月25日 | 小川エレナ | 02   | DUO LAMBADA 2                 | 石坂ゆたか | いわせ秋美   | 高田弘   | WPDL-1510  |
| 2002年 12月1日 | 葉石       | 01   | やる気まんまん                | 平博       | さいとう聖子 | 大場吉信 | JSDB-3002  |
| 2005年 3月24日 | 松尾ともこ | 01   | 微笑みの再会                  | 山崎ハコ   | 山崎ハコ     | 宮本光雄 | FBCM-34    |
| 2005年 3月24日 | -          | 02   | ミ・ノーチェ東京 (歌：平浩二) | 山上路夫   | 佐伯一郎     | 小杉仁三 | FBCM-34    |
| 2015年 11月4日 | 北原ミレイ | 01   | 甘い罠                        | 秋浩二     | 秋浩二       | 猪股義周 | TKCA-90724 |
| 2015年 11月4日 | 北原ミレイ | 02   | 居酒屋                        | 阿久悠     | 大野克夫     | 大野克夫 | TKCA-90724 |

### アルバム

#### ベスト・アルバム
| 発売日         | タイトル                                          | 規格品番   |
| -------------- | ------------------------------------------------- | ---------- |
| 2001年5月23日  | 平浩二 ベスト撰集                                 | EWCB-86025 |
| 2004年8月1日   | 平浩二 定番ベスト                                 | TECE-1006  |
| 2005年7月27日  | 究極のベスト!平浩二                               | WPCL-70528 |
| 2008年4月23日  | 平浩二 名選集                                     | HMCD-1014  |
| 2009年8月21日  | テイチクミリオンシリーズ 平浩二                   | TECE-1046  |
| 2010年11月10日 | 40周年記念アルバム バス・ストップ〜人生ありがとう | FBCX-1045  |
| 2012年7月25日  | 平浩二 ゴールデン☆ベスト                          | TECE-1114  |
| 2019年12月11日 | 50th Anniversary 平浩二〜魅惑のすべて〜           | YZYM-5004  |

- 全曲集…1989年、1992年、1994年発売。

### タイアップ曲
| 年     | 楽曲           | タイアップ                                   |
| ------ | -------------- | -------------------------------------------- |
| 1982年 | バス・ストップ | 明治チョコレート「キュービィカット」CMソング |
| 1994年 | よせてあげて   | ワコール「グッドアップブラ」CMソング         |

## 出演

### テレビ
- ロイ白川 心の演歌（とちぎテレビ）
- 全日本スター紅白歌合戦（とちぎテレビ）
- 生×カラ!TV（サンテレビ）

ほか多数

### ラジオ
- コージとクーコの夢の中へ（ラジオ日本、2004年-2005年3月）
- マイハートフルSONG（KBS京都ほか、2005年-）-松尾ともことともにパーソナリティー。

### 映画
- 女の意地 (1971.5.5公開、日活) 主題歌、歌手役で出演

### CM
- 太平洋証券（日債銀・ワリシン）1985年 - テーマ曲歌唱